# Lifehouse
Lifehouse — американський рок-гурт із Лос-Анджелеса, який складається із вокаліста Джейсона Вейда, ударника Ріка Вулстенхулме молодшого та басиста Брюса Содерберга. Гурт набув популярності у 2001 після релізу успішного синглу «Hanging by a Moment» із їх альбому «No Name Face».
Станом на 2015 рік гурт продав понад 15 мільйонів копій своїх записів.

## Склад
Поточні учасники
- Джейсон Вейд — вокаліст, гітари (1999–дотепер)
- Рік Вулстенхулме молодший — барабани, ударні (2000–дотепер)
- Брюс Содерберг — бас-гітара, задній вокал, провідний вокал (2004–дотепер)

Концертні учасники
- Стів Стаут — електрогітара (2014–дотепер)
- Стюард Матіс — електрогітара, задній вокал (2000–2001)
- Йоґер Кехріг — електрогітара, задній вокал (2001–2002)

Колишні учасники
- Джон «Diff» Палмер — барабани, ударні (1999–2000)
- Серджіо Андраде — бас-гітара (1999–2004)
- Шон Вулстенхулме — електрогітара, задній вокал (2002–2004)
- Бен Кері — електрогітара (2009–2014, турне 2004–2009)

## Дискографія
- Diff's Lucky Day (1999) [вийшов, коли гурт мав назву Blyss]
- No Name Face (2000)
- Stanley Climbfall (2002)
- Lifehouse (2005)
- Who We Are (2007)
- Smoke & Mirrors (2010)
- Almería (2012)
- Out of the Wasteland (2015)